# Glykórrizon
Glykórrizon är en ort i Grekland.   Den ligger i prefekturen Nomós Ártas och regionen Epirus, i den centrala delen av landet, 270 km nordväst om huvudstaden Aten. Glykórrizon ligger 13 meter över havet och antalet invånare är 313.
Terrängen runt Glykórrizon är kuperad åt nordost, men åt sydväst är den platt. Runt Glykórrizon är det ganska tätbefolkat, med 67 invånare per kvadratkilometer. Närmaste större samhälle är Arta, 4,0 km norr om Glykórrizon. Omgivningarna runt Glykórrizon är en mosaik av jordbruksmark och naturlig växtlighet.